# Hero High
Hero High - Scuola di eroi (Hero High) è una serie TV di disegni animati prodotta nel 1981 dallo studio di animazione statunitense Filmation. La serie è stata trasmessa negli Stati Uniti dal network NBC a partire da settembre 1981 e in Italia da Euro TV dal 17 settembre 1984.

## Trama
La storia è ambientata in una demenziale scuola superiore per aspiranti supereroi, dove viene insegnato ai giovani studenti come dovrebbero usare correttamente i propri poteri nella lotta contro la criminalità. Si tratta delle avventure tragicomiche di Capitan California, della sua innamorata Glorious Gal e dei loro amici Rex Ruthless, Dirty Trixie e Misty Magic, che devono lottare contro i "cattivi" di turno.
Nella serie spesso compare il supereroe Shazam.

## Personaggi principali
- Captain California (Capitan California) - Possiede una tavola da surf volante chiamata "Surfy" e ha un "mega sorriso" che acceca gli avversari e funziona come un raggio laser.
- Glorious Gal (Glory) - Ha una forza sovrumana e la capacità di volare; occasionalmente può ricevere immagini mentali di un reato in corso.
- Misty Magic (Misty) - Lancia incantesimi che producono fiammate e spesso hanno conseguenze impreviste.
- Weather (Tempestino) - È in grado di controllare e modificare il clima, anche se spesso fa qualche errore.
- Punk Rock  (Punk) -  Con la sua chitarra suona una devastante musica rock.
- Rex Ruthless (Rex) - Può attivare un arsenale di sofisticati congegni con la pressione della fibbia della sua cintura.
- Dirty Trixie (Trixie) - Utilizza un gran numero di trucchi e dispositivi che tiene nascosti nelle sue tasche.
- Bratman (nome non cambiato né nominato) - Quando si lamenta, battendo i pugni a terra, provoca terremoti.

## Doppiaggio
| Personaggi         | Voce originale     | Voce italiana       |
| ------------------ | ------------------ | ------------------- |
| Capitan California | Christopher Hensel | Danilo Bruni        |
| Dirty Trixie       | Mayo McCaslin      | - non disponibile - |
| Weatherman         | John Greenleaf     | - non disponibile - |
| Punk Rock          | John Venocour      | - non disponibile - |
| Rex Ruthless       | John Berwick       | - non disponibile - |

## Elenco episodi
Di questa serie non sono disponibili i titoli italiani degli episodi.
1. The Art Of The Ballot
2. What's News
3. Rat Fink Rex
4. Do The Computer Stomp
5. Malt Shop Mayhem
6. Boo Who
7. Cover Twirl
8. My Job Is Yours
9. Girl Of His Dreams
10. The Not So Great Outdoors
11. Off Her Rocker
12. Follow The Litter
13. Jog-A-Long
14. He Sinks Starships
15. Starfire, Where Are You?
16. The Captives
17. High-Rise Hijinx
18. Track Race
19. A Clone Of His Own
20. Game Of Chance
21. The Umpire Strikes Back
22. The Human Fly
23. Big Bang Theory
24. Law Of The Pack
25. A Fistfull Of Knuckles
26. The Blow-Away Blimp